# Strunovci
Strunovci (Nematomorpha) jsou kmen prvoústých živočichů, jenž je blízce příbuzný hlísticím. Zahrnuje asi 350 druhů, z nichž několik žije v mořském a zbývající druhy ve sladkovodním prostředí. Strunovci jsou dlouzí, dvoustranně souměrní živočichové nitkovitého, resp. strunovitého těla, které může dosahovat délky až 1 m. Tělní dutina je pseudocoelomatická, chybí oběhová soustava, dýchací soustava a u dospělců se redukuje i trávicí soustava, nejsou tedy schopni aktivně přijímat potravu. Výrazným znakem strunovců je pevná, ornamentovaná kutikula. Strunovci jsou gonochoristé a vykazují pohlavní dimorfismus. Rozmnožují se až na výjimky pohlavně, jediný africký druh nepohlavně.
Na rozdíl od hlístic je vývoj strunovců nepřímý, probíhá přes miniaturní larvu. Larvy parazitují v těle suchozemských, případně i vodních členovců, od nichž získávají všechny živiny, jež si ukládají do dospělé fáze. S podobným životním cyklem se pojí dva kritické přechody, jeden z vodního prostředí do suchozemských hostitelů a druhý zase zpět ze souše do vodního prostředí. První problém strunovci řeší prostřednictvím paratenických hostitelů, jako je létající sladkovodní hmyz; v jeho těle larvy přečkávají v podobě infekčních cyst a čekají zde na pozření suchozemským hostitelem. Druhý problém strunovci řeší parazitární manipulací svých hostitelů: pozmění jejich chování a donutí je vrhnout se do vodního zdroje, kde může být životní cyklus parazita dokončen.

## Systematika
První vědecký popis zástupce strunovců pochází od švédského systematika Carla Linného, jenž roku 1758 ve svém 10. vydání díla Systema naturae, které je pokládáno za formální hranici počátků zoologického názvosloví, popisuje druh Gordius aquaticus (v rámci rodu Gordius). Strunovci byli v Linného klasifikaci součástí širšího taxonu Vermes neboli červi. Vermes zahrnovali velké množství vzájemně nepříbuzných bezobratlých, a šlo tedy o nepřirozený, polyfyletický taxon. V letech 1849 a 1851 se podařilo přírodovědcům E. Grubemu a J. Leidymu popsat larvy strunovců, které se morfologicky odlišují od dospělců a přibližně ve stejné době byly publikovány i první články o vnitřní anatomii těchto živočichů. Popis prvního mořského strunovce, Nectonema agile, spadá do roku 1879 a pochází od amerického zoologa Addisona Emeryho Verrilla.
Strunovci byli dlouhodobě sdružováni společně s hlísticemi, jejichž příslušníci v průběhu 19. a počátkem 20. století obecně procházeli řadou systematických změn, co se týče jejich vědeckého názvosloví a taxonomického zařazení. Obě skupiny poprvé jednoznačně oddělil český přírodovědec František Vejdovský, od něhož také pochází pojmenování Nematomorpha. Vejdovský toto jméno použil ve své práci z roku 1886 (byť pro řád) a v této podobě zůstává platné dodnes. Vychází z řeckého „nema“, česky „nit“ a „morphé“, v češtině „tvar“.
Vnitřní systematika strunovců nicméně není uspokojivě objasněna a například mnoho původně uznávaných rodů se po podrobnějších studiích ukázalo být nepřirozených, resp. polyfyletických či parafyletických. Ustálené je však rozdělení strunovců do následujících dvou kladů, jimž je přisuzována klasifikační úroveň třídy, resp. řádu:
- třída Nectonematoida
  - řád Nectonematoidea (zahrnuje jediný rod mořských strunovců Nectonema, který tvoří pět žijících druhů)
- třída Gordioida
  - řád Gordioidea (zahrnuje zbývající rody, z významných mj. Chordodes, Gordius a Paragordius).

V některých systémech každý z těchto kladů zahrnoval jeden řád, jednu čeleď a pouze jeden rod.

### Příbuzenské vztahy a evoluce
|  | Loricifera (korzetky)                                                           |
|  |                                                                                 |
|  | \| \| Kinorhyncha (rypečky) \| \| \| \| \| \| Priapulida (hlavatci) \| \| \| \| |
|  |                                                                                 |
|  | Kinorhyncha (rypečky)                                                           |
|  |                                                                                 |
|  | Priapulida (hlavatci)                                                           |
|  |                                                                                 |

|  | Kinorhyncha (rypečky) |
|  |                       |
|  | Priapulida (hlavatci) |
|  |                       |

| Nematoida | \| \| Nematomorpha (strunovci) \| \| \| \| \| \| Nematoda (hlístice) \| \| \| \| |
|           | \| \| Nematomorpha (strunovci) \| \| \| \| \| \| Nematoda (hlístice) \| \| \| \| |
|           | Panarthropoda                                                                    |
|           |                                                                                  |
|           | Nematomorpha (strunovci)                                                         |
|           |                                                                                  |
|           | Nematoda (hlístice)                                                              |
|           |                                                                                  |

|  | Nematomorpha (strunovci) |
|  |                          |
|  | Nematoda (hlístice)      |
|  |                          |

|  | Loricifera (korzetky)                                                           |
|  |                                                                                 |
|  | \| \| Kinorhyncha (rypečky) \| \| \| \| \| \| Priapulida (hlavatci) \| \| \| \| |
|  |                                                                                 |
|  | Kinorhyncha (rypečky)                                                           |
|  |                                                                                 |
|  | Priapulida (hlavatci)                                                           |
|  |                                                                                 |

|  | Kinorhyncha (rypečky) |
|  |                       |
|  | Priapulida (hlavatci) |
|  |                       |

| Nematoida | \| \| Nematomorpha (strunovci) \| \| \| \| \| \| Nematoda (hlístice) \| \| \| \| |
|           | \| \| Nematomorpha (strunovci) \| \| \| \| \| \| Nematoda (hlístice) \| \| \| \| |
|           | Panarthropoda                                                                    |
|           |                                                                                  |
|           | Nematomorpha (strunovci)                                                         |
|           |                                                                                  |
|           | Nematoda (hlístice)                                                              |
|           |                                                                                  |

|  | Nematomorpha (strunovci) |
|  |                          |
|  | Nematoda (hlístice)      |
|  |                          |

|  | Loricifera (korzetky)                                                           |
|  |                                                                                 |
|  | \| \| Kinorhyncha (rypečky) \| \| \| \| \| \| Priapulida (hlavatci) \| \| \| \| |
|  |                                                                                 |
|  | Kinorhyncha (rypečky)                                                           |
|  |                                                                                 |
|  | Priapulida (hlavatci)                                                           |
|  |                                                                                 |

|  | Kinorhyncha (rypečky) |
|  |                       |
|  | Priapulida (hlavatci) |
|  |                       |

| Nematoida | \| \| Nematomorpha (strunovci) \| \| \| \| \| \| Nematoda (hlístice) \| \| \| \| |
|           | \| \| Nematomorpha (strunovci) \| \| \| \| \| \| Nematoda (hlístice) \| \| \| \| |
|           | Panarthropoda                                                                    |
|           |                                                                                  |
|           | Nematomorpha (strunovci)                                                         |
|           |                                                                                  |
|           | Nematoda (hlístice)                                                              |
|           |                                                                                  |

|  | Nematomorpha (strunovci) |
|  |                          |
|  | Nematoda (hlístice)      |
|  |                          |

|  | Loricifera (korzetky)                                                           |
|  |                                                                                 |
|  | \| \| Kinorhyncha (rypečky) \| \| \| \| \| \| Priapulida (hlavatci) \| \| \| \| |
|  |                                                                                 |
|  | Kinorhyncha (rypečky)                                                           |
|  |                                                                                 |
|  | Priapulida (hlavatci)                                                           |
|  |                                                                                 |

|  | Kinorhyncha (rypečky) |
|  |                       |
|  | Priapulida (hlavatci) |
|  |                       |

| Nematoida | \| \| Nematomorpha (strunovci) \| \| \| \| \| \| Nematoda (hlístice) \| \| \| \| |
|           | \| \| Nematomorpha (strunovci) \| \| \| \| \| \| Nematoda (hlístice) \| \| \| \| |
|           | Panarthropoda                                                                    |
|           |                                                                                  |
|           | Nematomorpha (strunovci)                                                         |
|           |                                                                                  |
|           | Nematoda (hlístice)                                                              |
|           |                                                                                  |

|  | Nematomorpha (strunovci) |
|  |                          |
|  | Nematoda (hlístice)      |
|  |                          |

V rámci vnější systematiky jsou strunovci nejčastěji považováni za sesterskou skupinu vůči celému kmenu hlístic (Nematoda), s nimiž utvářejí skupinu Nematoida v rámci kladu Ecdysozoa. Příbuzenské vztahy s ostatními kmeny ekdysozoí nejsou zcela jednoznačné. Nematoidi zřejmě představují sesterskou skupinu vůči celému kladu Panarthropoda, jehož nejvýznamnější skupinou jsou členovci (Arthropoda). Jindy jsou naopak sdružováni spíše s chobotovci (Scalidophora), s nimiž mají utvářet klad Cycloneuralia.
Jako zcela nepravděpodobná se ukázala být zvažovaná blízká příbuznost strunovců přímo s hlísticemi řádu Mermithida (strunice), které se pravým strunovcům vzhledem i biologií značně podobají; mj. shodně jako oni parazitují na různých členovcích. Podobnost je však čistě povrchní a vznikla v důsledku konvergentní evoluce obou skupin. Samotné hlístice vykazují celou škálu jedinečných znaků, které nejsou u strunovců pozorovány.
Evoluční historie strunovců není příliš dobře prostudována. Nejstarší prokazatelná fosilie strunovce byla datována do spodní křídy, do období před asi 100 až 110 miliony lety, ačkoli původ celého kmene je pochopitelně starší, což věrohodně demonstrují i biogeografické důkazy. Kutikulární háčky larev strunovců jsou některými vědci považovány za homologní s podobnými strukturami blízce příbuzných chobotovců: korzetek, rypeček a hlavatců. Chobotovci mohou tvořit sesterskou skupinu vůči nematoidům a panartropodům – ačkoli postavení korzetek zůstává sporné a je možné, že jsou spojeny spíše s panartropody. Společným znakem chobotovců je mj. zatažitelný „chobotek“, tzv. introvert. Podle některých studií, rekonstruujících evoluční historii všech těchto skupin, pocházejí hlístice a strunovci právě z podobných předků s introvertem. U strunovců introvert přetrvává v larválním stádiu a k jeho potlačení dochází teprve u vysoce modifikovaných dospělců.

## Stavba těla

### Dospělci

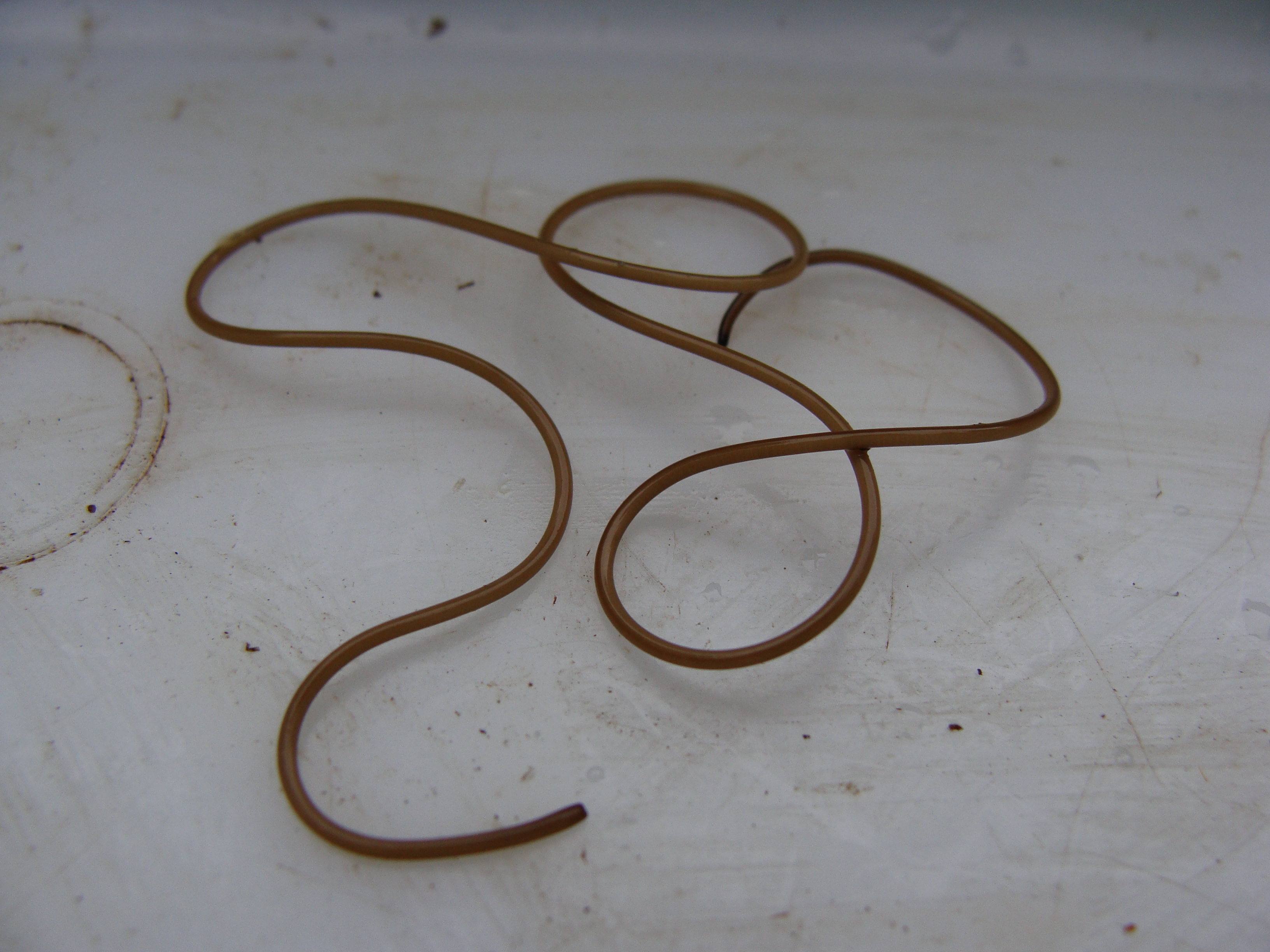
Dospělý strunovec blíže neupřesněného rodu

Strunovci jsou dlouzí, dvoustranně souměrní živočichové nitkovitého, resp. strunovitého těla, které jim vyneslo i obecné jméno. V průřezu dosahují velikosti maximálně 3 mm, na délku však tělo může měřit až několik desítek centimetrů. Největší zástupci dosahují velikosti až 1 m, jiné zdroje dokonce uvádějí maximální délku těla až 3 m (v případě některých nektonematoidů). Svým vzhledem a způsobem života se strunovci nejvíce podobají strunicím (Mermithoidea) z kmene hlístic, ačkoli evoluce obou skupin probíhala nezávisle na sobě.
Strunovci mají pseudocoelomatickou tělní dutinu. Její stavba se však v případě obou skupin strunovců liší. U gordioidů je tělní dutina, až na úzké pseudocoelomatické kanálky obklopující střevo a gonády, druhotně vyplněna mezenchymem, jednoduchou řídkou tkání mající charakter parenchymu. Naproti tomu nektonematoidi vykazují prostornější pseudocoel, který je vyplněn tekutinou, a jenž je navíc rozdělen přepážkou na malou hlavovou komoru a podlouhlou tělní dutinu. Strunovcům schází dýchací i oběhová soustava. Dospělci jsou pravděpodobně obligátně aerobní, přičemž výměna dýchacích plynů probíhá prostou difuzí. Té napomáhá jak život ve vodním prostředí, tak úzké nitkovité tělo – a nejspíše je podporována i samotným mrskáním těla.
Svalstvo je podobně jako u hlístic pouze podélné, nikdy se neobjevuje svalstvo okružní. Struktura svalů u strunovců je velmi neobvyklá; svaly se mj. vyznačují periferní vrstvou velmi silných paramyosinových vláken, která jsou jinak známá především od zástupců mlžů, u nichž napomáhají k pevnému sevření jejich lastur. Paramyosinové svalové proteiny umožňují dlouhotrvající svalové kontrakce, při nichž dochází jen k velmi malému výdeji energie. Tato vlastnost umožňuje strunovcům dlouhodobě se přichytit na vodní vegetaci, aniž by byli odneseni proudem, případně se ovinout kolem sebe během páření.

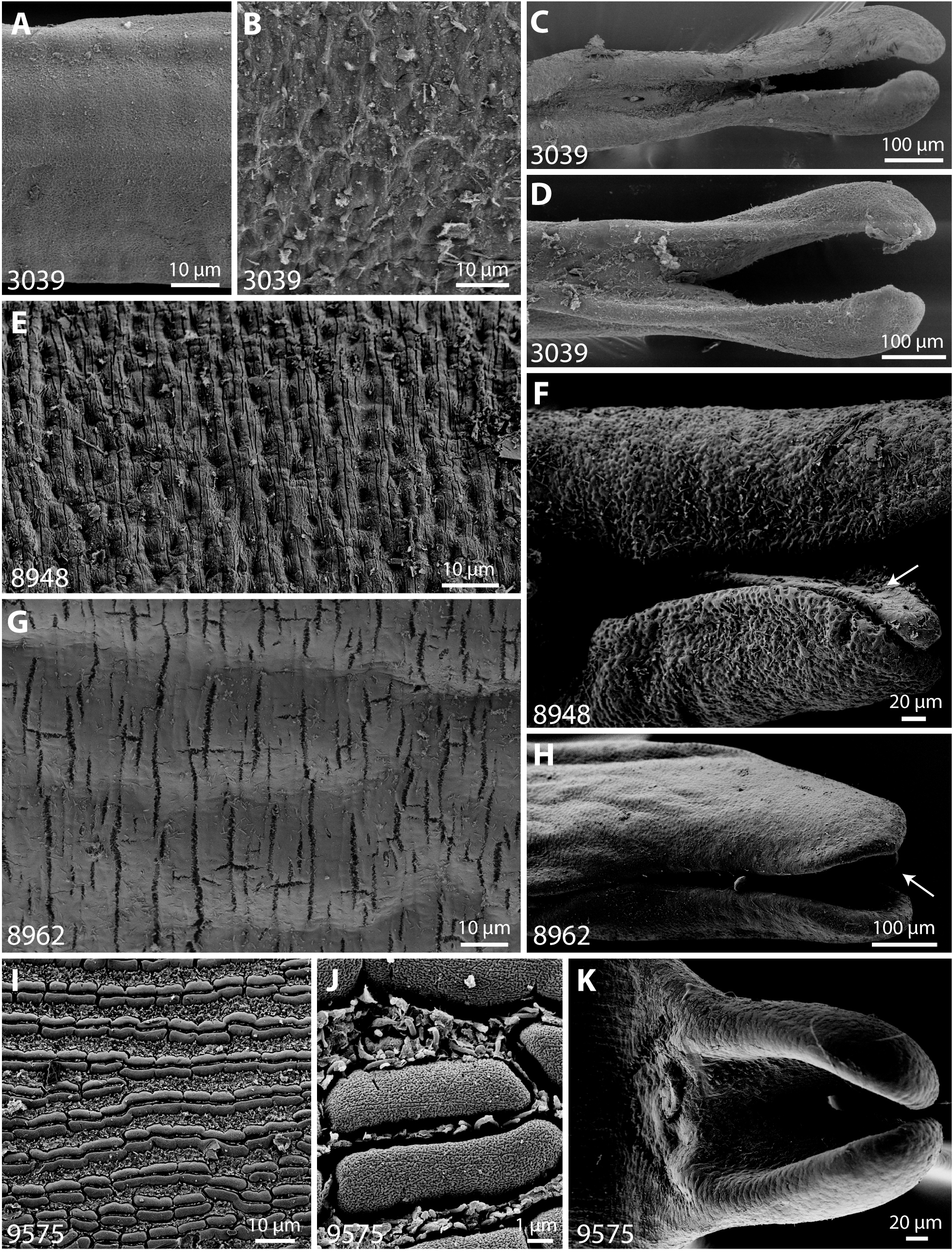
Detaily kutikuly (A, B, E, G) a tvar zadního konce těla samců (C, D) a samic (F, H) u rodu Paragordius + detaily kutikuly a zadní konec těla u rodu Beatogordius (I, J, K)

Kutikula dospělých strunovců je derivátem epidermis a vykazuje větší pevnost než kutikula hlístic; zvláště dobře vyvinutá je u gordioidů. Bývá dvojvrstevná, přičemž svrchní homogenní lamela kutikuly překrývá druhou vrstvu, jež je tvořena vlákny kolagenu (několika desítkami nad sebou), vzájemně překříženými a šroubovicovitě obtáčejícími tělo, a kompenzuje tak funkci chybějícího okružního svalstva. Mohutná kutikula se společně s podélnými svaly podílí na vzniku hydrostatického skeletu, tj. zpevnění těla v důsledku vyššího tlaku tekutiny v pseudocoelu, což nahrazuje funkci pevného skeletu a společně s podélným svalstvem umožňuje strunovcům hadovitý pohyb.
Svrchní část kutikuly se vyznačuje přítomností různých výrůstků, jež jsou souhrnně nazývány areoly, přičemž u některých areol lze pozorovat různé vrcholové ostny nebo póry. Jejich funkce není zcela objasněna, ačkoli ostny mohou představovat receptory doteku, zatímco prostřednictvím pórů mohou strunovci produkovat lubrikant.
Ornamentace kutikuly je v literatuře často uváděna jako užitečný identifikační znak k rozlišení jednotlivých druhů. Zdá se však, že ornamentace kutikuly některých strunovců může být i v rámci jednoho druhu značně variabilní, což může systematiku na základě tohoto znaku komplikovat. Na rozdíl od mnohých jiných zástupců vnitřních parazitů mívají strunovci celkem výrazné zbarvení, u gordioidů bývá dokonce přední konec těla bělavý, s navazujícím lemem, který je tvořen úzkým tmavým páskem či límcem. Pro nektonematoidy je typická přítomnost dvou řad hřbetních a břišních kutikulárních štětin, které napomáhají při plavání.
Trávicí soustava je u dospělých strunovců výrazně zredukována, a ti tak nejsou schopni aktivně přijímat potravu. Ústní otvor jim totiž buď zarůstá, a/nebo není dostatečně vyvinuto střevo samotné. Dospělci několika druhů prý mohou pohlcovat malé organické molekuly přes tělní stěnu, ačkoli vzhledem k tloušťce kutikuly je taková možnost problematická, a proto se strunovci většinou spoléhají výhradně na zásoby živin načerpané v průběhu larválního vývoje. Zcela chybí jakékoli náznaky specializované vylučovací soustavy, vylučování a osmoregulace tak probíhá striktně na buněčné úrovni. Podle některých domněnek může vylučovací funkci zastávat jinak nefunkční střevo, konkrétně buňky středního střeva neboli mesenteronu, jež mohou mít strukturu podobnou malpighickým trubicím.
Nervovou soustavu strunovců tvoří hlavové ganglion, ventrální (břišní) nervový provazec a množství periferních nervů, jež vedou při bázi epidermis. U nektonematoidů se navíc objevuje dorzální (hřbetní) intraepidermální nervový provazec, jenž u gordioidů není vyvinut. Smyslové orgány se nejspíše omezují pouze na receptory dotyku a chemoreceptory, které samcům strunovců nejspíše umožňují i na dálku detekovat přítomnost samice vnímavé ke spáření. Přesná poloha těchto smyslových orgánů zůstává předmětem debat, ačkoli se zřejmě odvozují od některých areol. U rodu Paragordius pak byly objeveny dokonce modifikované epidermální buňky, jež mohou zastávat funkci fotoreceptorů, ačkoli tato interpretace zůstává taktéž sporná.
Strunovci patří mezi striktní gonochoristy, u nichž se navíc objevuje pohlavní dvojtvárnost. Samci jsou obecně větší a na konci těla se jim navíc vytváří rozeklaný dvojlaločnatý výběžek, který slouží jako příchytný orgán během samotného páření. Tato bifurkace zřejmě představuje původní znak gordioidů, ačkoli u některých skupin došlo k jeho sekundárnímu potlačení. Gonády jsou trubicovité a podobně jako u jiných parazitických skupin velmi objemné, aby bylo množství produkovaných gamet co největší. Pohlavními orgány samců jsou varlata, přičemž nektonematoidi mají pouze jedno varle, zatímco u gordioidů se objevují varlata párová. Samice gordioidních strunovců jsou vybaveny párovými podlouhlými vaječníky, naproti tomu u nektonematoidních samic podobné specializované orgány zcela scházejí a zárodečné buňky jsou místo toho rozptýleny v podobě volných oocytů v tělní dutině. Vaječníky a varlata strunovců, resp. gordioidů ústí do tzv. kloaky, jež vzniká spojením rozmnožovací a trávicí soustavy.

### Larvy

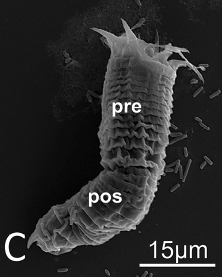
Larva strunovce Paragordius amicus; „pre“ – preseptum, „pos“ – postseptum

Jedním z nejvýraznějších znaků, kterým se odlišují strunovci od hlístic, je přítomnost pravého larválního stádia – u hlístic se naproti tomu objevuje přímý vývoj. Většina informací o larvách a rozmnožovacích cyklech strunovců vychází z pozorování gordioidních zástupců. Larvy nektonematoidů byly totiž spatřeny pouze výjimečně, a jejich životní cykly proto zůstávají z velké části obestřeny tajemstvím.
Larvy strunovců jsou v porovnání s dospělci pouze mikroskopické, typicky dosahují velikosti 50 až 100 µm. Svou anatomií zůstávají i mezi jednotlivými druhy značně jednotné. Jejich tělo tvoří dvě části, přední  preseptum a zadní postseptum, které jsou odděleny přepážkou. Preseptum nese tři kruhy kutikulárních háčků, jež se nazývají skalidy, a stejný počet krátkých dýkovitých výrůstků, tzv. styletů, jež dohromady vytvářejí penetrační strukturu nazývanou introvert. Introvert mohou larvy kontrolovaně zatahovat a využívají jej k průniku do tělní dutiny hostitelů.
Postseptum je naopak vyplněno orgány se žlázovou a trávicí funkcí. Až do dospělosti totiž střeva dočasně umožňují ukládání živin, jež nedospělí jedinci získávají výhradně z tkání a tělních tekutin svých hostitelů a pohlcují je skrze tenkou tělesnou stěnu (ačkoli u některých druhů nelze vyloučit ani možnost funkčního ústního otvoru a příjmu potravy „klasickou“ cestou). V průběhu ontogeneze dochází ke ztrátě introvertu, postupnému zmenšování preseptální oblasti, a naopak extrémnímu prodlužování postseptální části.

## Ekologie a rozmnožování

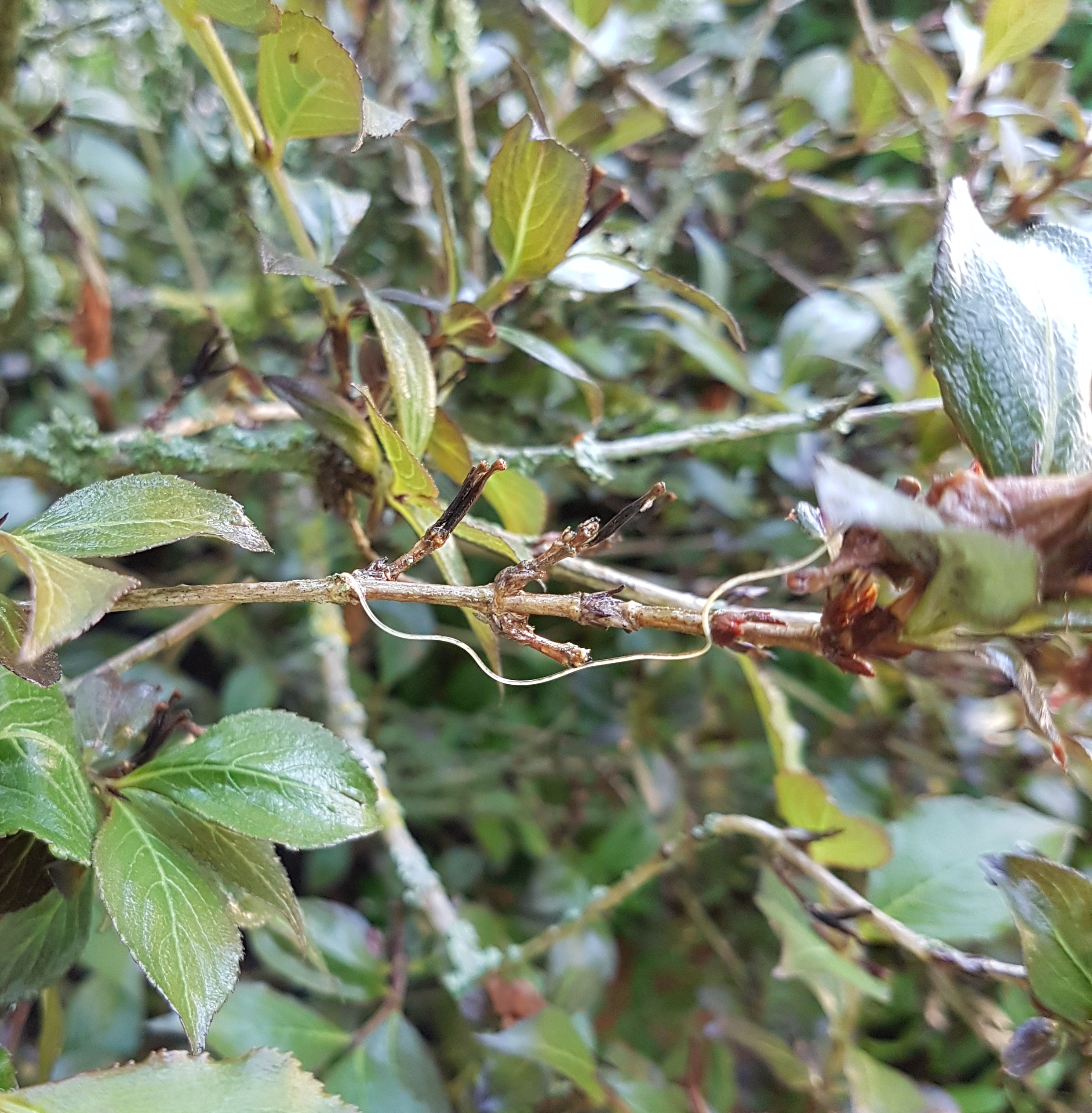
Strunovec zachycený v Německu mimo vodní prostředí

Dospělí strunovci jsou volně žijící živočichové vázaní na vodní prostředí. Nektonematoidi představují velmi špatně prostudované mořské tvory. Jejich dospělci jsou nejčastěji nalézáni v mořském litorálním pásmu, ale někdy byli vyloveni i z mořského dna z hloubky několika stovek metrů. Naproti tomu gordioidi bývají adaptováni na sladkovodní prostředí, typicky je lze objevit v pomalu tekoucích nebo stojatých vodách, vyskytují se i ve větších řekách, jako je americká Mississippi. V nearktické oblasti bylo velké množství různých strunovců odloveno v jeskynních vodních zdrojích. Ve vodě se strunovci většinou zachycují o kameny nebo převislou vegetaci, k čemuž jim napomáhá výše zmíněné osvalení těla.
O mezidruhových interakcích – vyjma jejich parazitismu – mezi strunovci a jinými organismy bylo zjištěno jenom minimum informací. V některých případech byli dospělí strunovci objeveni v žaludcích některých vodních obratlovců, jako jsou různé žáby a ryby; jmenovat lze například jesetera jezerního (Acipenser fulvescens), síha sleďovitého (Coregonus clupeaformis), sivena amerického (Salvelinus fontinalis), pstruha duhového (Oncorhynchus mykiss) či střevli černoskvrnnou (Semotilus atromaculatus). Je však pravděpodobné, že strunovci se v takovém případě stali spíše druhotným úlovkem, když byli sežráni společně s infikovaným hmyzem. Červi však v takovém případě nezůstávají zcela bezbranní: pokud jsou dospělci tímto způsobem pozřeni společně s hostitelem, v mnohých případech se jim podaří uniknout přes tlamu, nozdry či žábry příslušné ryby či žáby. Jde o jediného parazita, u něhož byla taková schopnost objevena.

### Rozmnožování
V mírném podnebném pásmu se dospělí strunovci objevují mezi pozdním jarem a létem. Zatímco některé druhy okamžitě investují energii do vyhledávání partnera k rozmnožování, u jiných strunovců může být kopulace odložena až o několik měsíců; někteří jejich zástupci jsou totiž navzdory neschopnosti konzumovat potravu poměrně dlouhověcí. Během období rozmnožování se samci stávají vysoce aktivními a pravděpodobně prostřednictvím detekce chemických signálů pátrají po vnímavých samicích ve svém okolí. Během páření se samec zafixuje na samici pomocí dvojlaločnatého výběžku na zádi, a navíc se kolem ní pevně ovine. Často se objevují přímo tzv. kopulační shluky, v nichž se dohromady páří více jedinců obou pohlaví. Na první pohled tak vytvářejí složitou uzlovitou strukturu, na základě níž byl první popsaný rod strunovce, Gordius, dokonce pojmenován – jeho jméno odkazuje na proslulý gordický uzel. Především v angličtině jsou strunovci někdy nazýváni přímo „gordičtí červi“ („Gordian worms“).

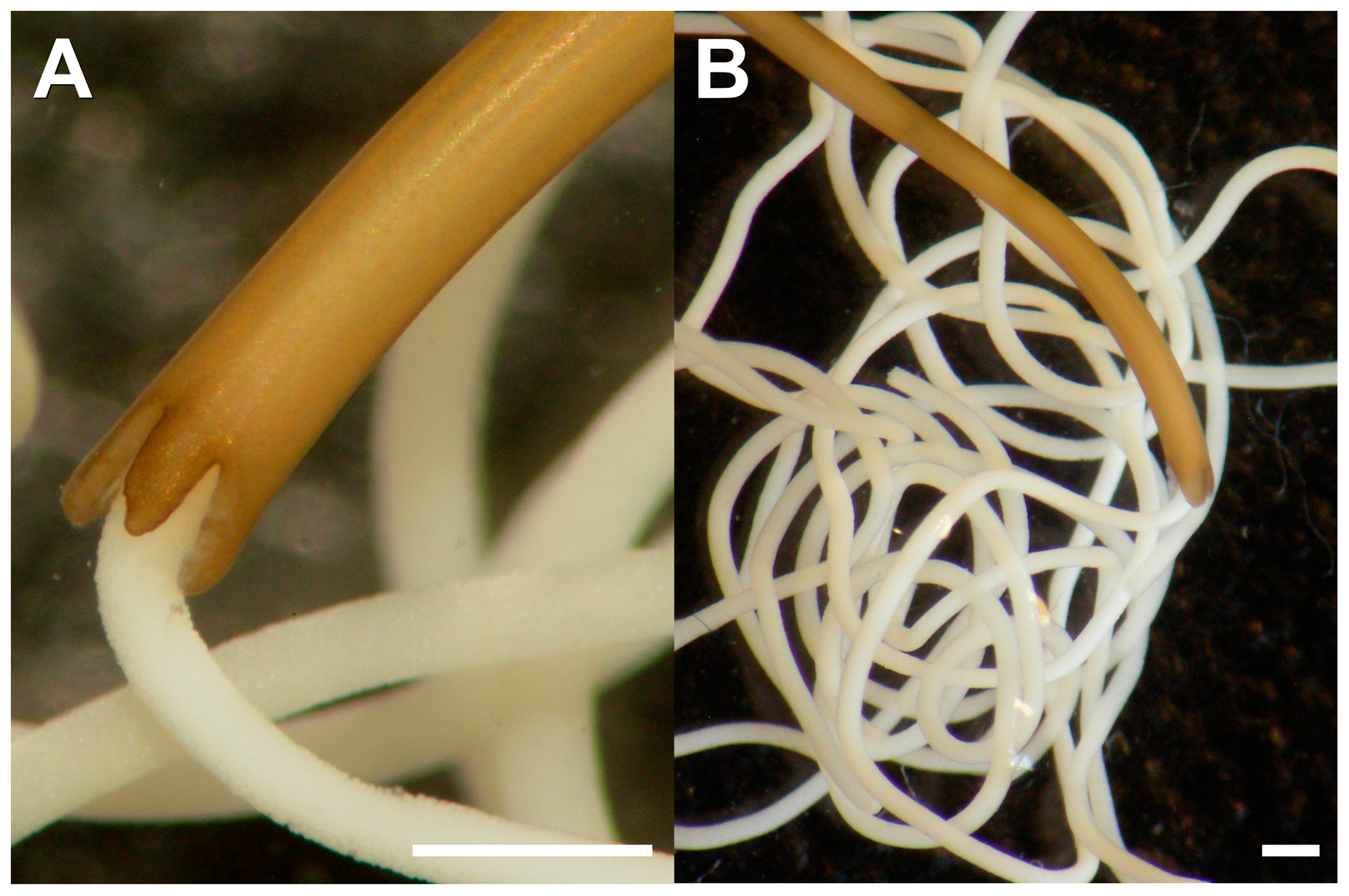
Paragordius obamai, jediný známý partenogenetický druh strunovce. Samice na obrázku klade vajíčka

Spermie strunovců mají tyčinkovitý tvar a postrádají bičík. Samec během kopulace vylučuje kapku svého ejakulátu poblíž kloakálního póru samice, který se nachází na zadním konci jejího těla. Nepohyblivé spermie si samice hromadí v semenné schránce, kde si je ponechává podle potřeby do dozrání vajíček – oplození je tedy vnitřní. Rýhování zygoty probíhá totálně (holoblasticky), ačkoli není striktně spirální či radiální.
Vajíčka jsou kladena v podobě želatinových řetízků, které mohou být dlouhé až několik centimetrů. Počet vajíček je, podobně jako v případě jiných parazitických druhů, velmi vysoký; samice je během jednoho měsíce schopna naklást až 6 milionů vajíček (a následně hyne). Larvy strunovců se z vajíček líhnou asi po 20 dnech. Nepohlavní rozmnožování, které se objevuje u mnohých parazitů ve snaze o zvýšení jejich reprodukčního potenciálu, je u strunovců extrémně vzácné. Bylo zaznamenáno pouze u jednoho druhu: v roce 2012 byl zveřejněn objev strunovce Paragordius obamai, jenž se vyskytuje v Keni a jehož dospělci se rozmnožují striktně partenogeneticky. Zajímavostí je, že blízce příbuzný severoamerický strunovec Paragordius varius je pohlavním gonochoristou.

#### Parazitismus larev a parazitární manipulace

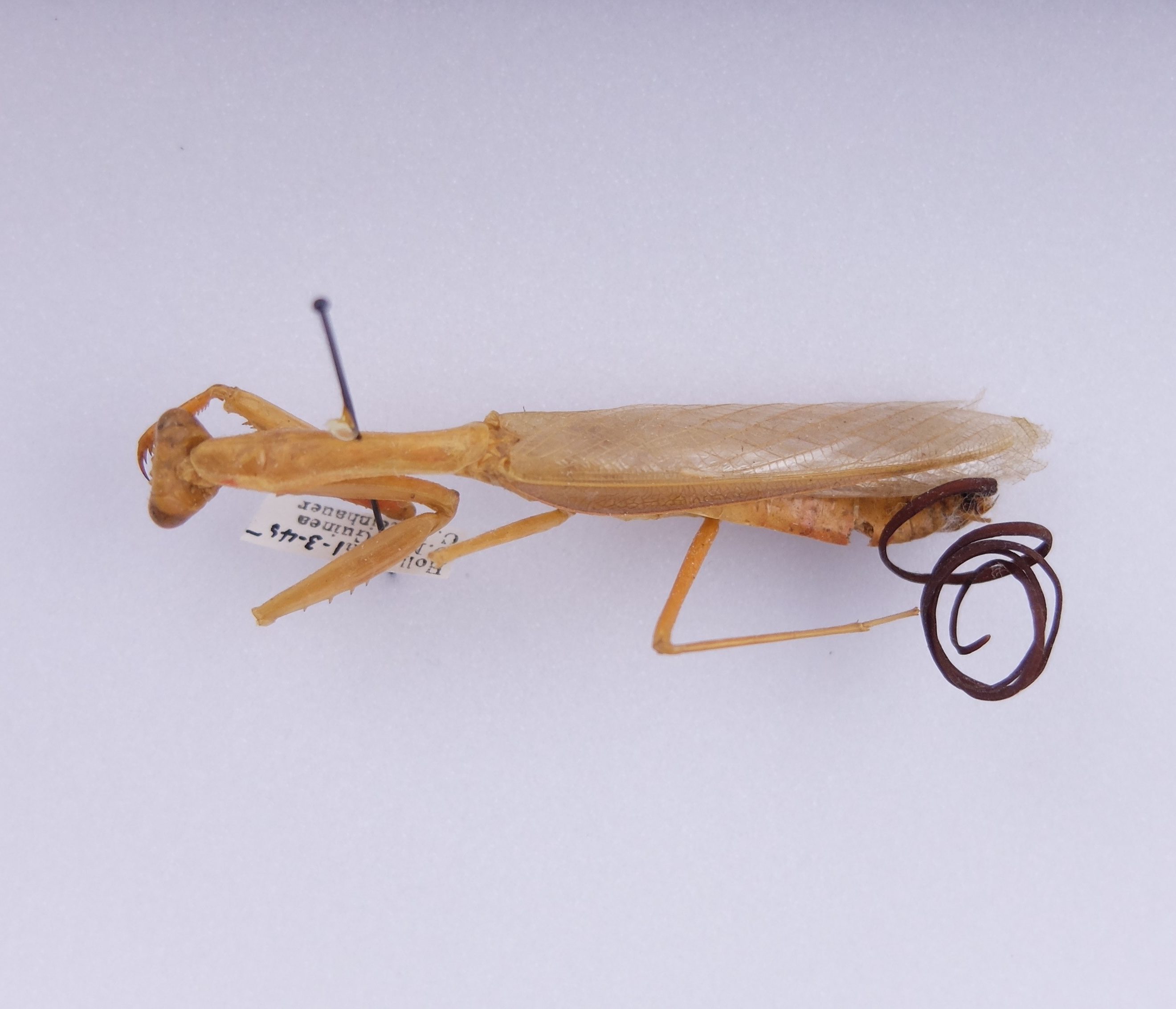
Vzorek kudlanky s dospělým strunovcem

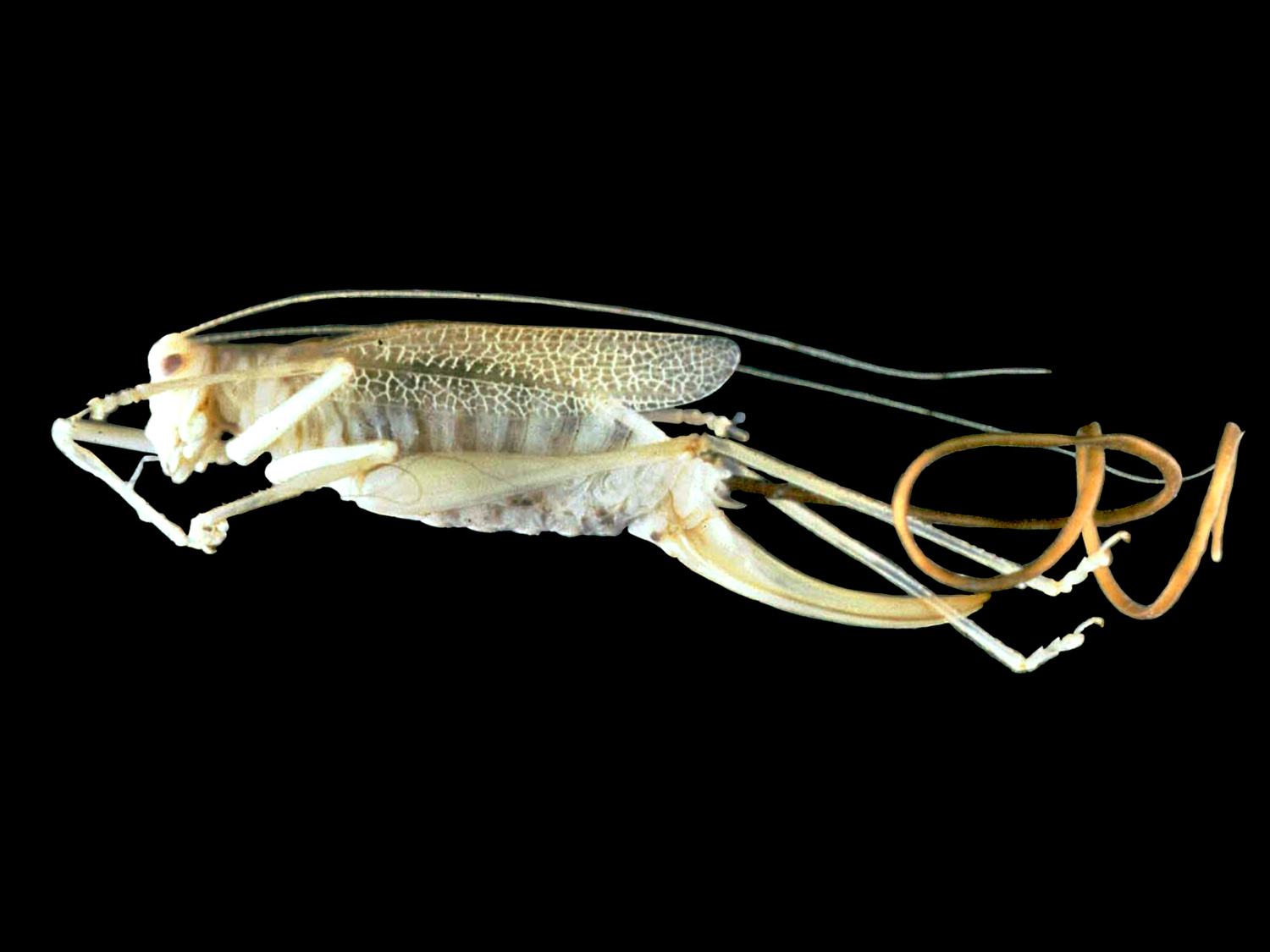
Strunovec rodu Spinochordodes opouští tělo kobylky rodu Meconema

Strunovec opouštějící tělo kobylky Antaxius pedestris

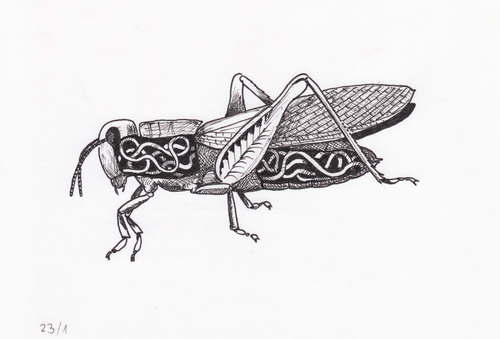
Dospělí strunovci v hostiteli dorůstají do své dospělé velikosti, tj. i do několika metrů délky

Larvy strunovců se živí paraziticky, resp. jedná se spíše o parazitoidy. Nepočetná skupina nektonematoidů představuje cizopasníky desetinohých korýšů (Decapoda), mezi zaznamenané hostitelské druhy se řadí například někteří poustevníčkovití (zástupci rodů Anapagurus či Pagurus), polokrabi (např. rod Munida), krabi (např. rody Macropodia, Liocarcinus, Cancer), krevety (např. rod Palaemon) a jiné. Avšak vzhledem k tomu, že larvy těchto mořských strunovců byly pozorovány jen výjimečně, zůstává otevřenou otázkou, jestli jejich životní cyklus probíhá přes některé mezihostitelské druhy, případně jak dochází k infekci zaznamenaných hostitelů. U některých parazitovaných korýšů napadených strunovcem Nectonema agile byla zjištěna přítomnost parazitární kastrace. Tím, že parazit nějakým způsobem poškodí reprodukční orgány svého hostitele, případně mu jinak znemožní reprodukci, totiž přesměruje jeho energetické zdroje na růst a regeneraci, z čehož pak sám těží. Tento fenomén je typický především pro larvální stádia motolic.
Naproti tomu životní cykly sladkovodních gordioidů jsou prostudovány poměrně detailně. Gordioidní larvy, které se vylíhnou z vajíček, jsou částečně přisedlé a v tomto stavu mohou přežívat asi 2 týdny. Jejich následným hostitelem bývají vodní i suchozemští členovci, konkrétně klepítkatci (Chelicerata), stonožkovci (Myriapoda) nebo hmyz, především příslušníci řádů brouci (Coleoptera), vážky (Odonata) a rovnokřídlí (Orthoptera), ale i švábi (Blattodea), kudlanky (Mantodea) a další. Terénní studie naznačují, že některé, ale ne všechny druhy strunovců vyžadují specifického hostitele. Jiní strunovci, jako Chordodes morgani, byli zaznamenáni u většího množství různého hmyzu, jenž navíc náležel k různým fylogenetickým liniím.
Vzhledem k tomu, že životní fáze mnohých hostitelů většinou nejsou vázány na vodu, je jejich přímá infekce velmi nepravděpodobná, kvůli čemuž musí strunovci během svého vývoje absolvovat dva kritické přechody: jeden z vodního prostředí do suchozemských hostitelů a druhý zase zpět ze souše do vodního prostředí.
Řešení prvního problému představuje existence paratenických hostitelů, v nichž sice nedochází k vývoji parazita, ale kteří mohou vystupovat jako mezičlánky během přenosu jednotlivých stádií mezi různými hostiteli. Tuto myšlenku v roce 1855 poprvé přednesl německý anatom a fyziolog Georg Meissner, jenž přišel s představou, že nejpravděpodobnějším paratenickým hostitelem může být vodní hmyz, který metamorfuje v létající dospělce, což by problém s přesunem na souš uspokojivě řešilo. Klidová stádia strunovců, tzv. cysty, byly objeveny v paratenických hostitelích asi o dvacet let později, čímž se však situace paradoxně ještě více zkomplikovala, protože byly lokalizovány v nepravých paratenických hostitelích, jako byli plži či ryby, v rámci nichž je přenos na suchozemský hmyz nepravděpodobný (až nemožný). Teprve ve druhé polovině 20. století se podařilo prokázat přítomnost cyst i u vodního hmyzu, jako jsou jepice či komáři, přičemž experimentální studie zároveň prokázaly, že cysty zvládají přečkat i jeho metamorfózu a následně mohou infikovat požadovaného hostitele poté, co se paratenický hostitel stane jeho kořistí. Díky těmto informacím mohl být kompletně rekonstruován vývoj sladkovodních strunovců.
Nákaza paratenického hostitele larvami probíhá alimentární cestou a v jeho těle následně dojde k zapouzdření larev. Larvy se typicky opouzdří z vnější strany střeva, některé mohou migrovat i do jiných tkání. Takové cysty zůstávají infekční až po dobu jednoho roku, přičemž přečkají jak metamorfózu svého hmyzího hostitele, tak například i zmrznutí. Vývoj strunovce však nemusí skončit ve slepé uličce ani v případě, že se jeho larvy zapouzdří ve zmiňovaných nepravých paratenických hostitelích; jejich části totiž mohou být nějakým způsobem pozřeni pravým paratenickým hostitelem, aniž by cysty ztratily svůj infekční potenciál.
Cysty vykazují větší infekční potenciál ve srovnání s larvami. Někteří strunovci, jako je Gordius robustus, jsou na přítomnosti paratenických hostitelů dokonce natolik závislí, že se suchozemský hostitel může nakazit pouze konzumací cyst, zatímco konzumace samotných larev nevede ke správnému dokončení životního cyklu parazita (studována byla infekce cvrčka Gryllus firmus).
Vývoj v hostiteli typicky probíhá několik měsíců, v jeho těle mohou nedospělí strunovci i přezimovat. Pohlavně dospělý strunovec se dostává do volného prostředí aktivní penetrací v blízkosti řitního otvoru napadeného členovce. Strunovec tělo hostitele opouští asi půl minuty až minutu poté, co se hostitel ocitne ve vodě.
Komplikovaný návrat zpět do vodního prostředí strunovci řeší tím způsobem, že svými hostiteli cíleně manipulují. Dokáží pozměnit chování napadených členovců, kteří se následně sami vrhnou do vody, kde z nich mohou dospělí strunovci uniknout. Například studie z roku 2002, která se snažila identifikovat podobné „sebevražedné“ chování u cvrčků lesních (Nemobius sylvestris), jež byli infikováni strunovcem Paragordius tricuspidatus, jasně potvrzuje tyto predikce. Výsledky ukazují, že infikovaní cvrčci sice nedokáží detekovat přítomnost vodního zdroje na delší vzdálenosti, parazit u nich však namísto toho vyvolává atypické chování: cvrčci opouštějí své přirozené mikrohabitaty a bloudí po okolí, dříve či později se tak k místu určení dostanou – a teprve následně se do vody vrhnou. Navazující studie zkoumající vliv strunovců na fyziologii napadeného hmyzu potvrdila u infikovaných cvrčků lesních změny v houbovitých tělíscích (corpora pedunculata), jež jsou spojována s učením a pamětí u hmyzu, a také odlišné koncentrace některých neurotransmiterů a neuromodulátorů. Pozdější proteomické studie také objevily rozdíly v expresi mozkových proteinů infikovaných cvrčků. Výzkumy se však neorientovaly pouze na cvrčky, podobný příklad manipulace byl pozorován například i v případě kobylky dubové (Meconema thalassinum) a jejího parazita, strunovce Spinochordodes tellinii. Studie z roku 2021 prokázala pravděpodobnou manipulaci kudlanek druhu Hierodula patellifera, které jsou po nákaze strunovcem rodu Chordodes přitahovány horizontálně polarizovaným světlem, přičemž zdrojem takové polarizace bývá právě odraz od vodní plochy.
Další studie dokonce naznačují, že strunovci mohou podobnými parazitárními manipulacemi výrazně ovlivňovat tok energie mezi ekosystémy. Například roční energetický příjem ohrožených japonských pstruhů Salvelinus leucomaenis japonicus tvoří asi ze 60 % vážky, které se ocitnou ve vodě – ve většině případů jde o důsledek sebevražedného chování vyvolaného strunovcem rodu Gordionus.

## Diverzita a rozšíření

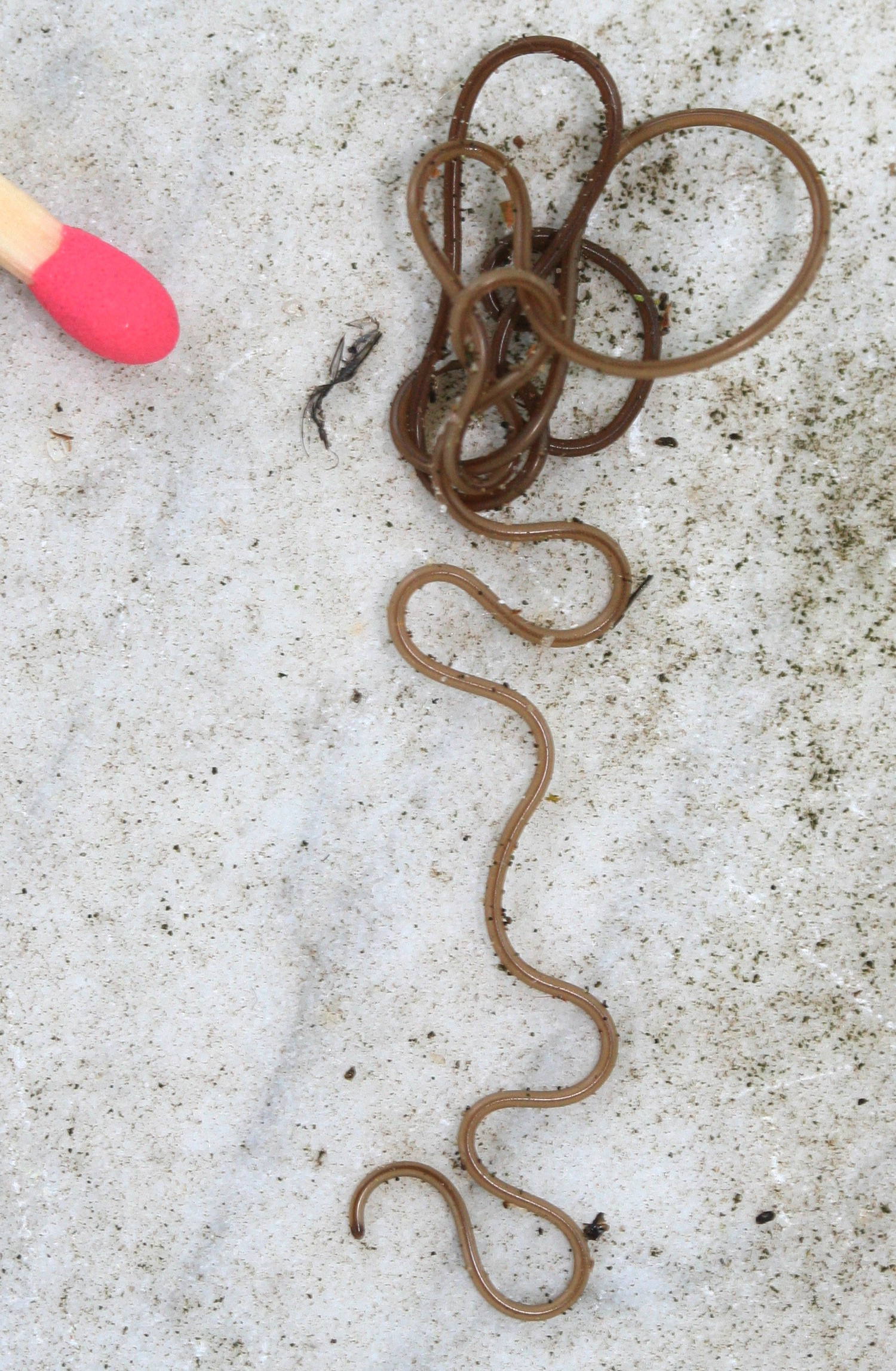
Strunovec vodní (Gordius aquaticus), český zástupce kmene strunovců

K roku 2015 bylo popsáno přibližně 350 druhů strunovců, velké množství z nich bylo objeveno teprve po roce 1990. Podle některých odhadů je tento počet silně podhodnocen a stále nepopsáno tak zůstává možná i přes 80 % druhů. Situaci navíc komplikuje fakt, že někteří strunovci, kteří jsou považováni za jediný druh, mohou ve skutečnosti zahrnovat komplex tzv. kryptických druhů, které jsou sice fenotypově podobné, ale geneticky divergentní. Například gordioidní strunovec Gordius robustus z nearktické oblasti ve skutečnosti zřejmě tvoří komplex alespoň osmi odlišných fylogenetických linií. Rozpoznání podobných kryptických druhů může napomoci hojnější využívání molekulárních analýz ve srovnání s klasickou systematikou založenou na morfologii.
Strunovci jsou rozšířeni takřka kosmopolitně. Například vzorky nektonematoidů byly získány z obou pobřeží severního Atlantiku, Středozemního moře, Indonésie, Japonského souostroví či Nového Zélandu. Gordioidní strunovci byli objeveni na všech kontinentech s výjimkou Antarktidy, ačkoli biogeografické vzorce rozšíření zůstávají předmětem výzkumů. Například podle dat z roku 2005 žila asi třetina do té doby popsaných druhů strunovců na evropském kontinentu, ačkoli pravděpodobně šlo stále o neúplnou ukázku zdejší diverzity v důsledku nedostatečného vzorkování v některých evropských státech. Relativně nízkou míru diverzity navzdory pečlivému vzorkování naopak strunovci vykazovali například v Severní Americe. Z hlediska evoluce celého kmene přineslo důležité výsledky studium biogeografie strunovců rodu Beatogordius, již pocházejí z pevninské Afriky, Jižní Ameriky, Madagaskaru a Austrálie. Podobné rozšíření poukazuje na gondwanský původ celého rodu, a tedy jeho minimální stáří 180 milionů let. Několik málo rodů, konkrétně Gordius a Paragordius, se vyskytuje celosvětově.
V rámci českých zástupců patří mezi nejznámější a nejhojnější strunovce strunovec vodní (Gordius aquaticus), jenž se jinak široce vyskytuje na území palearktické oblasti (přičemž opět jde pravděpodobně o komplex kryptických druhů).